# 강남산맥
강남산맥(江南山脈, 영어: Kangnam Mountains)은 낭림산맥에서 분기하여 압록강의 남안을 서남방향으로 뻗치는 산맥이다. 주로 수성암으로 구성되어 있으며 산맥 중에는 연덕산(淵德山)·백암산(白巖山)·덕산(德山) 등 1,700ｍ 이상 되는 고봉이 많이 솟아 있다. 또 이 산맥은 충만강·독로강등에 의하여 곳곳이 끊겨져 있다.